# Тенампулько
Тенампулько (исп. Tenampulco) — муниципалитет в Мексике, входит в штат Пуэбла.

## История
Город основан в 1895 году.